# 2020 aux États-Unis
Chronologie des États-Unis
- 2016
- 2017
- 2018
- 2019
- 2020
- 2021
- 2022
- 2023
- 2024

 2018 par pays en Amérique - 2019 par pays en Amérique - 2020 par pays en Amérique - 2021 par pays en Amérique - 2022 par pays en Amérique 
Cette page concerne des événements qui se sont produits durant l'année 2020 du calendrier grégorien aux États-Unis.

## Événements

### Janvier
- À partir du 3 janvier : l'assassinat du général iranien Qassem Soleimani par une frappe aérienne américaine sur ordre du président américain Trump en Irak fait franchir un nouveau palier à la Crise américano-iranienne de 2019-2020.
- 16 janvier : ouverture du procès en destitution de Donald Trump devant le Sénat.
- 21 janvier : la tête de Donald Trump est mise à prix par un parti Iranien, au prix de 3 millions de dollars[1].
- 26 janvier : accident de l'hélicoptère de Kobe Bryant en Californie.

### Février
En février, les États-Unis rentrent en récession à cause de la Crise économique du Covid-19.
- 3 février : les Chiefs de Kansas City remportent leur deuxième Super Bowl 30-21 à Miami contre les 49ers de San Francisco lors du Super Bowl LIV.
- 5 février : le Sénat vote l’acquittement du président Donald Trump.
- 19 février : une équipe de chercheurs de l'Université du Texas à Austin et des National Institutes of Health dirigée par Jason McLellan publie dans Science la carte en 3D de la structure moléculaire de SARS-CoV-2 (le "coronavirus de Wuhan" responsable de l'épidémie de la maladie COVID-19), obtenue par cryo-microscopie électronique, ce qui devrait faciliter l'invention de vaccins et de médicaments antiviraux[3].
- 23 février : le producteur Harvey Weinstein est déclaré coupable d'agressions sexuelles et de viol au 3e degré dans l'affaire qui porte son nom et qui a déclenché le Mouvement MeToo. Le 11 mars, il est condamné à 23 ans de prison.
- 29 février : un accord « historique » avec les talibans est signé à Doha (Qatar)[4], afin de permettre à l'Armée des États-Unis de se retirer de la guerre d'Afghanistan après 19 ans d'engagement, ce qui en fait la plus longue intervention militaire à l'étranger de l'Histoire des États-Unis.

### Mars
- 6 mars: en Tunisie, deux kamikazes attaquent l'ambassade des États-Unis à Tunis, l'un d'eux est abattu par la police et l'autre se fait exploser, tuant un policier qui protégeait l'ambassade et blessant 5 autres policiers et une femme civile[5],[6].
- 11 mars : environ 250 membres du Cartel de Jalisco Nouvelle Génération, dont un de ses administrateurs principaux Victor Ochoa, sont arrêtés en Californie par la Drug Enforcement Administration, ce qui est l'aboutissement d'une opération qui durait depuis septembre 2019 et qui a amené à l'arrestation en tout d'environ 600 membres du cartel au Mexique et aux États-Unis et à la saisie de 15 tonnes de méthamphétamine et de 20 millions de dollars[7].
- 13 mars : le président Donald Trump déclare l'état d'urgence nationale pour lutter contre la pandémie de maladie à coronavirus[8].
- 19 mars : la Californie est mise en confinement pour lutter contre la pandémie de Covid-19.
- 26 mars : les États-Unis inculpent le Président du Venezuela Nicolás Maduro de "narcoterrorisme" et promettent une prime de 15 millions de dollars pour toute information permettant de mener à sa capture[9].

### Avril
- 1er avril :
  - 24e recensement des États-Unis ;
  - après l'État de New York, la Floride passe en confinement [10].
- 6 avril : le Département d'État des États-Unis place le groupe monarchiste et suprémaciste blanc « Mouvement impérial russe », et trois de ses chefs Stanislav Vorobiev, Denis Gariev et Nikolaï Trouchtchalov, sur la liste noire du terrorisme international, il s'agit de la première fois que les États-Unis inscrivent un groupe suprémaciste blanc sur cette liste[11].
- 11 avril : la barre des 20 000 morts aux États-Unis liés à la pandémie de covid-19 est dépassée, ce qui en fait le pays avec le plus de morts à cause du covid-19 selon les bilans officiels[12] (suivi de très près par l'Italie, mais le bilan officiel de la Chine est souvent contesté)
- 14 avril : le président Donald Trump annonce que les États-Unis suspendent le financement de l'Organisation mondiale de la santé (OMS) dans l'attente d'une enquête[13].
- 30 avril : des manifestants armés et équipés de gilets pare-balles entrent dans le Capitole de l'État du Michigan pendant que les parlementaires y étaient réunis pour exiger un assouplissement des mesures de déconfinement[14].

### Mai
- 18-19 mai : au tribunal du Comté de Collin (Texas) un procès pour litige dans le domaine des assurances réunit une trentaine de jurés qui participent depuis leurs domiciles en étant connectés sur 2 salles virtuelles de la plateforme Zoom à cause de la pandémie de covid-19, et est retransmis en direct sur la chaîne YouTube de la juge Emily Miskel (bien que l'enregistrement du livestream soit interdit), il s'agit de la première fois qu'un jury de procès est réuni par visioconférence[15].
- 22 mai : le loueur de véhicule Hertz, employant près de 38 000 salariés, se déclare en faillite aux États-Unis et au Canada.
- À partir du 28 mai : les protestations se poursuivent à Minneapolis et dans deux autres villes américaines après la mort d'un homme non armé, George Floyd, alors qu'il était arrêté ; certaines dégénèrent en émeute, notamment des pillages et des incendies criminels, le mouvement antiraciste devient ensuite national.
- 29 mai : fusillade du tribunal du comté de Santa Cruz (en)à Oakland (Californie) qui cause la mort d'un policier et en blesse un autre, l'enquête prouvera qu'elle a été commise par Steven Carrillo (arrêté le 7 juin ce qui coûtera la vie d'un autre policier et en blessera 3 autres), membre du groupe d'extrême-droite insurrectionniste Boogaloo, qui essaye d'infiltrer les manifestations de Black Lives Matter pour les faire dégénérer et qui souhaite lancer une guerre civile[16].
- 30 mai : le vaisseau Crew Dragon de SpaceX, lancé par une fusée Falcon 9, réalise son premier vol habité pour la NASA.

### Juin
- 7 juin au 10 juin : passage de la tempête tropicale Cristobal sur La Nouvelle-Orléans le 7 au soir en direction du Midwest où elle est devenue post-tropicale.
- 15 juin : la Cour suprême statue que les personnes homosexuelles et transgenres sont protégées contre les discriminations en matière d'emploi en vertu du Civil Rights Act de 1964.

### Juillet
- 14 juillet : première exécution d'une peine de mort fédérale depuis 17 ans, à la prison de Terre Haute (Indiana), celle de Daniel Lee, un suprémaciste blanc condamné en 1999 pour les meurtres d'un couple et de leur fille de 8 ans lors d'un cambriolage destiné à financer un groupe suprémaciste[17].
- 22 juillet : les États-Unis ferment le consulat chinois à Houston (Texas) en accusant son personnel d'espionnage[18], en réponse la Chine ferme le consulat des États-Unis à Chengdu (Sichuan) le 24 juillet[19].

### Août
- 3 au 5 août : l'ouragan Isaias frappe la côte est et fait plusieurs morts.
- 23 août : début des émeutes de Kenosha dans le Wisconsin.
- 27 août : l'ouragan Laura frappe la Louisiane et le Texas et fait 16 morts.

### Septembre
La Californie est ravagée par plusieurs incendies, dont le plus grand depuis 1987, et qui s'étendent à toute la Côte ouest des États-Unis jusqu'en Oregon, provoquant plusieurs morts. Bien que les feux soient d'origine accidentelle, leur intensité est permise par les fortes chaleurs et la sécheresse provoquée par le Réchauffement climatique.
- 10 septembre : le Procureur général adjoint des États-Unis William P. Barr annonce les résultats de l'Opération Crystal Shield ("Bouclier de Cristal") menée par la Drug Enforcement Administration depuis Février 2020, qui a permis l'arrestation de presque 2000 narcotrafiquants mexicains, et la saisie de presque 10 milliards de dollars et de 10 tonnes de cocaïne (plus des saisies d'armes et d'autres drogues de plus petite ampleur)[21].

### Octobre
- 2 octobre :
  - Donald Trump et Melania Trump sont diagnostiqués positifs au SARS-CoV-2, le président américain est contraint de suspendre sa campagne[22] ;
  - la DEA saisit une tonne de méthamphétamine, 405 kg de cocaïne et 6 kg d'héroïne à Los Angeles, importé par une organisation criminelle qui transporte de la drogue pour les cartels de Sinaloa et Jalisco Nouvelle Génération, il s'agit de la plus grande saisie de méthamphétamine de l'Histoire des États-Unis, la quantité étant tellement grande qu'elle pourrait théoriquement être utilisée pour distribuer une dose à chaque habitant des États-Unis et du Mexique[23].
- 5 octobre : le prix Nobel de physiologie ou médecine est attribué aux médecins américains Harvey J. Alter et Charles M. Rice, et au Britannique Michael Houghton, pour leur découverte du virus de l'hépatite C.
- 6 octobre : le prix Nobel de physique est attribué à l'astronome américaine Andrea M. Ghez, au physicien britannique Roger Penrose,et à l'astronome allemand Reinhard Genzel pour leurs travaux sur les trous noirs.
- 7 octobre : le prix Nobel de chimie est attribué à la biochimiste américaine Jennifer Doudna, et à la microbioliogiste et généticienne française Emmanuelle Charpentier pour le développement d'une méthode d'édition génomique.
- 8 octobre : le prix Nobel de littérature est attribué à la poétesse américaine Louise Glück pour l'ensemble de son œuvre.
- 9 octobre : le Federal Bureau of Investigation empêche l'enlèvement de la gouverneure démocrate du Michigan Gretchen Whitmer par un groupuscule de 13 hommes d'extrême-droite (dont 7 également membre de la milice d'extrême-droite Wolwerine Watchmen) qui voulaient la juger et déclencher une guerre civile, en le démantelant et arrêtant ses membres[24].
- 10 octobre : le britannique Olivier Webb au volant d'une SSC Tuatara bat le record de vitesse sur route détenu par la Bugatti Chiron, près de Las Vegas, à la vitesse de 532,7 km/h[25],[26].
- 12 octobre : remise du Prix de la Banque de Suède en sciences économiques en mémoire d'Alfred Nobel, aux économistes américains Paul Milgrom et Robert B. Wilson pour avoir «amélioré la théorie des enchères et inventé de nouveaux formats d'enchères»[27].
- 16 octobre : l'ancien Secrétaire à la Défense nationale du Mexique, le général Salvador Cienfuegos Zepeda, est arrêté par la DEA à l'Aéroport international de Los Angeles (États-Unis) au cours de l'Opération Padrino, accusé de liens avec le narcotrafic et de blanchissement d'argent ; il s'agit de la première fois qu'un ancien Secrétaire à la Défense Nationale du Mexique est arrêté, et également le militaire mexicain le plus gradé jamais arrêté sur le territoire des États-Unis[28],[29].
- 26 octobre : le Sénat confirme la nomination d'Amy Coney Barrett à la Cour suprême.

### Novembre
- 3 novembre :
  - élection présidentielle ; le 7 novembre, les principaux médias annoncent la victoire de Joe Biden face Donald Trump ;
  - élections sénatoriales et élections de la Chambre des représentants ;
  - élections générales et référendum sur le statut à Porto Rico.

### Décembre
- 25 décembre : explosion à Nashville (Tennessee).